# Fly like a Bird
Fly like a Bird è un singolo della cantautrice  statunitense Mariah Carey, pubblicato nel 2006 ed estratto dal suo decimo album in studio The Emancipation of Mimi.

## Tracce
- CD (USA)

1. Fly like a Bird – 3:53
2. My Saving Grace – 4:10